# 住友成泉
住友成泉株式会社（すみともせいせん）は、東京都港区に本社を置く不動産会社である。
住友グループ及び旧財閥の資産管理会社的な役割も持つ。

## 概要
1976年1月、大阪市において、「株式会社住吉クラブ」として設立された。その後、1981年1月の商号変更で「成泉興産株式会社」となり、1987年1月より現社名を用いている。
東京23区内（千代田区・文京区）、大阪府内（大阪・八尾両市）、札幌市の大通り公園周辺において営業案件を所有し、不動産のテナント管理を行っている。